# Marmalade
Marmalade là một loại mứt được làm từ nước trái cây và vỏ trái cây đun sôi với đường và nước. Nó có thể được sản xuất từ kim quất, chanh, chanh vàng, bưởi, quýt, cam ngọt, cam Bergamot.
Trái cây họ cam quýt chuẩn cho sản xuất mứt tại Anh là cam Seville Tây Ban Nha, Citrus aurantium var. aurantium, được đánh giá cao về hàm lượng pectin cao.
Vỏ có vị đắng đặc trưng mang lại cho mứt.